# Laothoe populeti

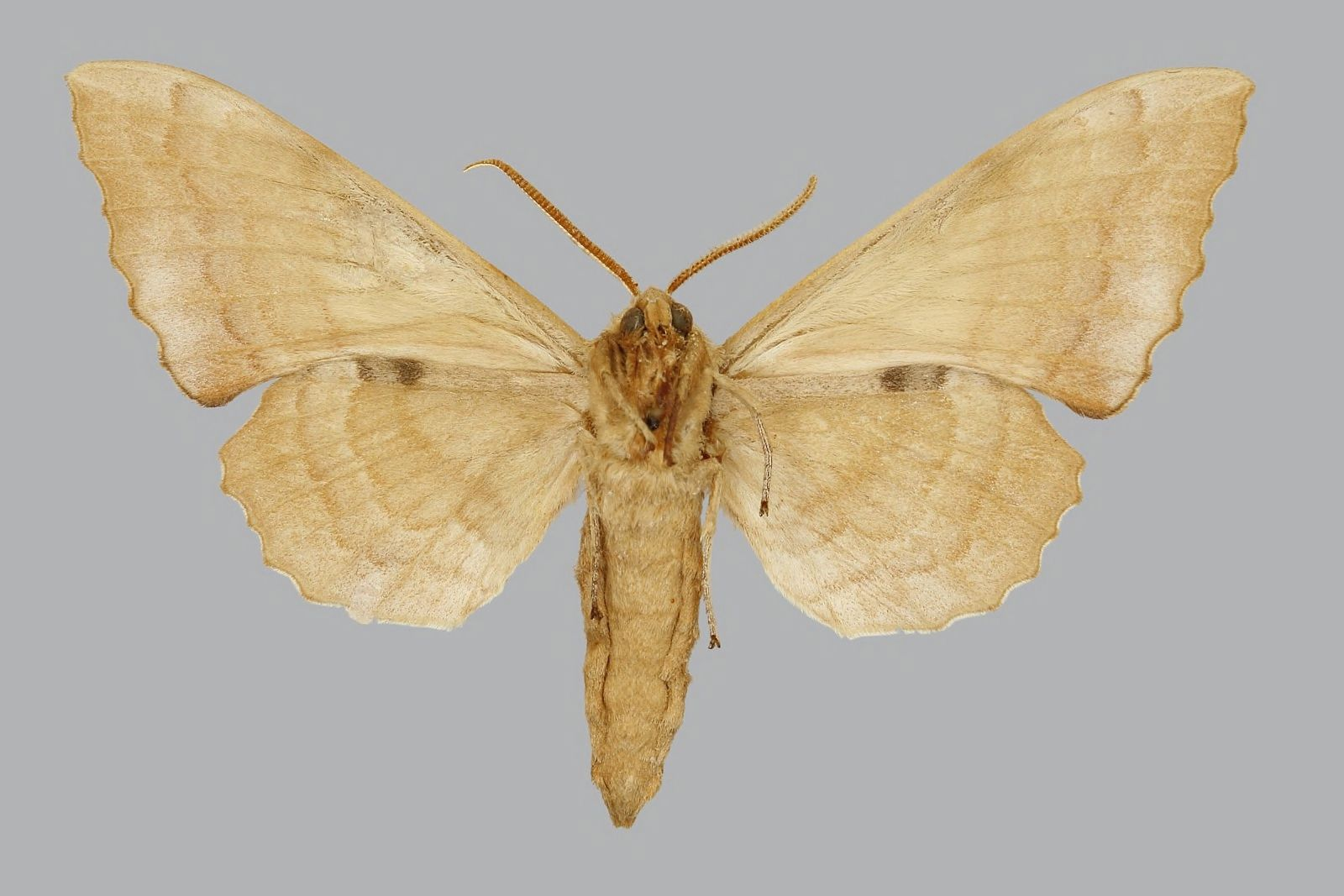
Präparat eines Männchens; Unterseite

Laothoe populeti ist ein Schmetterling (Nachtfalter) aus der Familie der Schwärmer (Sphingidae).

## Merkmale
Die Falter erreichen eine Flügelspannweite von 70 bis 120 Millimetern, wobei die Unterart caucao mit nur 64 bis 74 Millimetern Spannweite deutlich kleiner ist.
Sie ähneln dem Pappelschwärmer (Laothoe populi), ihnen fehlt aber der violette Farbton der ansonsten grauen Färbung. Das Grau ist außerdem blasser und geht leicht ins Rosaorange. Es gibt häufig auch Individuen mit einem rötlichen Farbton. Es gibt auch nur rein grau gefärbte Individuen. Die Facettenaugen sind olivgrün, wohingegen sie beim Pappelschwärmer meist dunkelbraun sind. Bei den männlichen Genitalien sind die Loben des Sacculus gleich lang, aber insbesondere der obere ist schlanker als beim Pappelschwärmer. Der Aedeagus hat weniger und dünnere Cornuti. Der Uncus ist deutlich breiter und der Gnathos länger als beim Pappelschwärmer.
Die Unterart caucao ist anhand äußerer Merkmale nicht zuverlässig von der Nominatunterart unterscheidbar. Ihre Flügelfarbe ist generell sandgrau oder rosafarben, sie können aber vom gleichen Grau sein, wie der Pappelschwärmer. Die Antemedialbinde auf den Vorderflügeln ist üblicherweise nahezu gerade und hat keinen Knick auf Höhe der Zelle R-Cu. Nur selten ist die Binde konvex, wenn, dann meist bei den Weibchen. Der rote Analfleck auf den Hinterflügeln ist verkürzt, reicht aber bis zur Postmedialbinde. Bei den männlichen Genitalien trägt der apikale Lobus der Vesica einen einzelnen, nadelförmigen großen basalen Cornutus und eine kleine Gruppe weniger kleiner apikaerl Cornuti. Dieser Lobus ist schwach ausgebildet.

### Präimaginalstadien
Die verhältnismäßig großen Eier sind blassgrün und fast kugelförmig. Sie sind wie auch beim Pappelschwärmer blassgrün, aber verhältnismäßig größer. Die Raupen ähneln in allen Entwicklungsstadien denen von Laothoe austauti. Ihr Analhorn ist aber deutlich länger, stärker gekrümmt und kräftiger gebaut als das der Pappelschwärmer. Sie sind anders als bei Laothoe austauti niemals orange. Die Vorderseite der Kopfkapsel ist bei manchen Individuen blass blau gefärbt. Die Puppe ist matt schwarz oder dunkelbraun. Sie hat eine raue, nicht glänzende Oberfläche. Der Kremaster ist kurz, dorso-ventral abgeflacht, breit an der Basis und endet in einer scharfen Spitze.

## Vorkommen
Die Art tritt im Süden Georgiens, Armeniens, Aserbaidschans, dem Osten der Türkei, dem Nordosten des Irak, dem bergigen Iranischen Hochland und dem Westen Turkmenistans auf. Die Unterart cauco ist nur aus Tiflis, der  Hauptstadt Georgiens, sicher nachgewiesen, tritt vermutlich aber auch im Süden Russlands bis in die untere Wolgagegend, möglicherweise auch bis in die Gegend um Rostow und auf der Krim, sowie in Armenien, Aserbaidschan und dem nördlichen Iran auf.

## Lebensweise
Die Falter fliegen in drei Generationen pro Jahr im April und Mai, im Juni und Juli, sowie im September. Wie auch bei Laothoe austauti findet man die Falter an mit Pappeln und Weiden bewachsenen Bach- und Flussläufen, aber auch in Feldern, Plantagen und Oasen. Nach der Paarung trennt sich das Pärchen meist vor dem Morgengrauen, wobei die Weibchen bereits einen Teil ihrer Eier in derselben Nacht ablegen.
Die Raupen ernähren sich von Pappeln (Populus) und Weiden (Salix). Man findet sie zwischen April und Oktober. Parasitoide, die die Raupen befallen sind nicht bekannt.

## Taxonomie und Systematik
DNA-Untersuchungen legen nahe, dass die Art am nächsten mit Laothoe austauti (Staudinger, 1877) aus dem nordwestlichen Afrika verwandt ist. Die beiden Arten scheinen westliche bzw. östliche Nachkommen einer Art zu sein, die im während der letzten Eiszeit kühleren und feuchteren Nordafrika beheimatet war. Nach Pittaway sind die von Ghelen beschriebenen Unterarten syriaca (Gehlen, 1932) und intermedia (Gehlen, 1934) nicht aufrecht zu halten, da diese Falter sich kaum von Laothoe populeti populeti unterscheiden. Es handelt sich vielmehr um in der Türkei entlang einer schmalen Zone vorkommende Hybride zwischen L. populeti populeti und L. populi populi.
Die Unterart L. populeti caucao, welche erst 2018 durch Zolotuhin beschrieben wurde, wird hingegen von Pittaway vorläufig als valide angesehen, da ein 2,4%iger Unterschied in der DNA festgestellt wurde. Es wird aber von ihm angemerkt, dass innerhalb der Tribus Smerinthini eine Unterscheidung von 3,5 bis 4 % notwendig ist, um einen eigenen Artstatus zu rechtfertigen und auf Grund unzureichender Untersuchungen auch denkbar wäre, dass es sich bei caucao auch nur um eine lokale Varietät von Laothoe populeti handeln könnte.